# Tuffé
Tuffé korábbi község Franciaország Loire mente régiójában, Sarthe megyében. 2016. január 1-jén Saint-Hilaire-le-Lierru korábbi községgel egyesült és az így létrejött Tuffé Val de la Chéronne új község része lett.
Lakosainak száma 1526 fő (2018. január 1.). Tuffé Saint-Denis-des-Coudrais, Beillé és Sceaux-sur-Huisne községekkel határos.

## Népesség
A település népessége az elmúlt években az alábbi módon változott:
| Lakosok száma | 1415 | 1461 | 1275 | 1330 | 1500 | 1574 | 1607 | 1703 | 1506 | 1526 |
|               | 1962 | 1968 | 1975 | 1990 | 1999 | 2008 | 2013 | 2016 | 2017 | 2018 |